# Memoirs of the American Mathematical Society
Les Memoirs of the American Mathematical Society sont une revue mathématique publiée en six volumes par an, groupés en environ 33 cahiers annuels numérotés individuellement. La revue est publiée par l'American Mathematical Society. 

## Description
Les Memoirs sont destinées à la publication d'articles de recherche longs, entre 80 et 200 pages. En général, un article représente à lui seul un numéro de la série, et constitue donc une monographie. Depuis 2017, le volume total des Memoirs a augmenté de 3 800 à 4 600 pages environ.  
La revue accepte des articles dans tous les domaines des mathématiques.
Les articles sont publiés en 6 volumes par an (ainsi l'année 2019 les six volumes 257 à 262). Chaque titre de la revue a un numéro attribué chronologiquement et indépendant du volume qui le contient (ainsi pour l'année 2019, les titres sont numérotés de 1231 à 1270). Le managing editor est en 2020 Alejandro Adem. De fait, les Memoirs, comme les Proceedings et les Transactions, ont un pool commun de rédacteurs et de comités d'édition. Les éditeurs sont groupés par thèmes, à savoir geometry, topology & logic, algebra and number theory, geometric analysis & pde, ergodic theory, dynamical systems & combinatorics, analysis, lie theory & probability, chacun étant dirigé par un coordinating editor.  Les propositions soumises sont évalués par les pairs.
Les numéros sont imprimés, et peuvent aussi être lus électroniquement (les e-Memoirs).

## Résumés et indexation
Le journal est indexé et ses articles sont résumés dans Mathematical Reviews, Zentralblatt MATH, Science Citation Index, Research Alert, CompuMath Citation Index (en), et Current Contents.
Le Mathematical Citation Quotient (MCQ) de MathSciNet est de 2,39 en 2018. Sur SCImago Journal Rank, ils ont un facteur d'impact de 3,54 en 2018, et ils sont classées 27e parmi les journaux de mathématiques

## Autres périodiques de l'AMS
- Bulletin of the American Mathematical Society
- Journal of the American Mathematical Society
- Notices of the American Mathematical Society
- Proceedings of the American Mathematical Society
- Transactions of the American Mathematical Society